# Алексеј Дроздов
Алексеј Васиљевич Дроздов (рус. Алексей Васильевич Дроздов; Клинци, 3. децембар 1983) је руски атлетски вишебојац. Освајач је бронзаних медаља у десетобоју на Европском првенству 2006. и седмобоју на Светском првенству у дворани 2010. и златне медаље на Европском првенству за јуниоре 2005. Вишеструки је првак Русије.

## Каријера
Алексеј Дроздов се од 2005. такмичи у сениорској конкуренцији. На свом последњем такмичењу у јуниорској конкуренцији, Светском првенству за јуниоре у Ерфурту 2005, освојио је прво место. Исте године дебитовао је као сениор на Светском првенству у Хелсинкију и био је десети.
У 2006. на Европском првенству заузео је треће место, а у првенству Русије - друго. Године 2007. на Светском првенству у Осаки је био четврти. Следеће године је освојио златну куп у Русији и изборио место у репрезентацији на Олимпијским играма у Пекингу, где је завршио на 12. месту.
У 2010. постиже највећу успех у каријери - треће место на Светском првенству у дворани у Дохи. Следеће године је поново првак Русије, а на Светском првенству у Тегуу био је четврти.

## Значајнији резултати
| Год  | Турнир                        | Место              | Пласман | Резултат         | Детаљи |
| ---- | ----------------------------- | ------------------ | ------- | ---------------- | ------ |
| 2005 | Европско првенство у дворани  | Масдрид, Шпанија   | 6.      | 5.939 (седмобој) |        |
| 2005 | Европско првенство за јуниоре | Ерфрут, Немачка    | 1       | 8.196            |        |
| 2005 | Светско првенство             | Хелсинки, Финска   | 10.     | 8.038            |        |
| 2006 | Светско првенство у дворани   | Москва, Русија     | 5.      | 6.052 (седмобој) |        |
| 2006 | Европско првенство            | Гетеборг, Шведска  | 3.      | 8.350            |        |
| 2007 | Светско првенство             | Осака, Јапан       | 4.      | 8.475 (ЛР)       |        |
| 2008 | Олимпијске игре               | Пекинг, Кина       | 12.     | 8.154            |        |
| 2009 | Европско првенство у дворани  | Торино, Италија    | 4.      | 6.101 (седмобој) |        |
| 2010 | Светско првенство у дворани   | Доха, Катар        | 3.      | 6141 (седмобој)  |        |
| 2010 | Европско првенство            | Барселона, Шпанија | 7.      | 8.029            |        |
| 2011 | Светско првенство             | Тегу, Јужна Кореја | 4.      | 8.313            |        |